# Erannis denigraria
Erannis denigraria là một loài bướm đêm trong họ Geometridae.